# Nassermeer
Het Nassermeer (Arabisch: بحيرة ناصر, Buḥairat Nāṣir) is een enorm stuwmeer in het zuiden van Egypte en het noorden van Soedan. Officieel slaat de naam Nassermeer enkel op het Egyptische deel van het meer (83%). De Soedanese regering noemt het meer het Nubische Meer.
Het meer ontstond na de constructie van de Aswandam in de Nijl tussen 1958 en 1970.
Het meer is zo'n 550 km lang en op zijn breedste punt (rond de Kreeftskeerkring) 35 km breed. De totale oppervlakte van het meer is zo'n 5250 km², het volume is ongeveer 157 km³, de gemiddelde diepte is ongeveer 25 meter en op het diepste punt is het meer 70 meter diep.
De stijgende waterniveaus van de dam dreven tientallen mensen uit hun dorpen. Verschillende archeologische vindplaatsen werden ontmanteld en ergens anders opgebouwd, Aboe Simbel als meest bekende voorbeeld. De Soedanese rivierhaven Wadi Halfa ging verloren. De hele Egyptische Nubische gemeenschap zag zijn dorpen verloren gaan en werd gedwongen te verhuizen.
Het Egyptische deel van het meer werd genoemd naar president Gamal Abdel Nasser, die het plan voor de controversiële dam uitdacht.
Veerboten vervoeren passagiers en voertuigen van Egypte naar Soedan omdat het verboden is deze oversteek over land te maken. Aangezien geen enkele geasfalteerde weg beide landen verbindt, maken de veerboten onderdeel uit van de Caïro-Kaapstadsnelweg, de ruim 10.000 kilometer lange snelweg tussen Caïro en Kaapstad.
Abayameer · Abbemeer · Abijattameer · Afrerameer · Albertmeer · Assalmeer · Awasameer · Bamendjingmeer · Bangweulumeer · Baringomeer · Basakameer · Bittermeren · Cahora Bassa · Chamomeer · Delcommunemeer · Edwardmeer · Fitrimeer · Georgemeer · Guiersmeer · Hajkmeer · Kabambameer · Kabelemeer · Kabwemeer · Karibameer · Kisalemeer · Kitshomponshimeer · Kivumeer · Kokameer · Kyogameer · Lac Rose · Langanomeer · Mai-Ndombemeer · Manantalimeer · Malawimeer · Manyekemeer · Mofwelagune · Mwerumeer · Mweru-Wantipameer · Naivashameer · Nakurumeer · Nassermeer ·   Nyosmeer · Nzilomeer · Shalameer · Tanameer · Tanganyikameer · Tele-meer · Toshkameren · Tshangalelemeer · Tsjaadmeer · Tumbameer · Turkanameer · Upembameer · Victoriameer · Voltameer · Walilupemeer · Zimbambomeer · Ziwaymeer